# Telipogon morganiae
Telipogon morganiae är en orkidéart som först beskrevs av Dodson, och fick sitt nu gällande namn av Norris Hagan Williams och Robert Louis Dressler. Telipogon morganiae ingår i släktet Telipogon och familjen orkidéer. Inga underarter finns listade i Catalogue of Life.